# Skyline Tower
Skyline Tower, anteriormente conocida como Court Square City View Tower, es un rascacielos residencial en construcción en el barrio de Long Island City en Queens, Nueva York. El edificio se coronó en octubre de 2019, superando a One Court Square para convertirse en el edificio más alto de Queens, con 237 m.

## Historia
Citigroup anteriormente controlaba el sitio desde la década de 1980, habiendo tomado posesión de él durante el desarrollo de One Court Square y Two Court Square más pequeño. Si bien se planeó como el sitio futuro de otra torre de oficinas para Citi, en 2015 la compañía decidió que no necesitaba el espacio potencial y que el valor del terreno era más alto como sitio de desarrollo. Como resultado, Citi contrató a JLL para comercializar el sitio y varios meses después vendió el paquete al desarrollador Chris Xu de Flushing, Queens, por 143 millones de dólares.
En febrero de 2016, se presentaron inicialmente los permisos para una torre de 79 pisos que alcanzaría una altura de 294 m. Sin embargo, debido a la proximidad de Long Island City al aeropuerto LaGuardia, la Administración Federal de Aviación dictaminó que el edificio no podía elevarse más de 229 m sin representar una amenaza para el aterrizaje de aviones. Como resultado, el desarrollo se redujo a su altura actual de 237 m. En septiembre de 2016, el Banco de China otorgó un préstamo de 100 millones de dólares para refinanciar el sitio de desarrollo.
El trabajo de cimentación en el sitio comenzó a fines de 2017. En julio de 2018, los desarrolladores obtuvieron 502 millones de dólares en financiamiento de un consorcio de bancos liderado por JPMorgan Chase, el financiamiento más grande jamás realizado para un desarrollo inmobiliario privado en Queens. A fines de 2018, se completaron los trabajos de cimentación y el edificio se elevó al sexto piso. El proyecto lanzó ventas en mayo de 2019, con el objetivo de vender más de 1.000 millones de dólares, un récord para Queens. El edificio se completó en octubre de 2019.

## Arquitectura y diseño
Una vez finalizada, la torre contendrá 802 condominios repartidos en los 68 pisos del edificio. En lugar de apuntar a los compradores tradicionales de condominios de lujo en Manhattan, el desarrollo espera atraer compradores que busquen más espacio a un precio más bajo y estén dispuestos a aceptar una ubicación en un distrito exterior. Como tal, las unidades varían en precio entre 500.000 y 4 millonesde dólares, significativamente más bajo que las unidades comparables en Manhattan. Las comodidades incluyen un gimnasio con piscina, sauna y spa, sala de yoga, lavandería, sala de juegos para niños y varios salones para residentes. Los desarrolladores también han comprometido 16 millones de dólares para construir una nueva entrada a la vecina estación Calle 23–Avenida Ely del Metro de la ciudad de Nueva York en la base del edificio.